# Tarq Hoekstra
Tarquinius Johannes (Tarq) Hoekstra (Eindhoven, 6 april 1939 – Utrecht, 2 juni 2020) was een Nederlandse archeoloog.
Hoekstra werd in 1972 de eerste stadsarcheoloog van Utrecht. Hij was betrokken bij de opgraving van twee middeleeuwse schepen in de Waterstraat in 1974, de opgraving van het Kasteel Vredenburg in 1976 en later bij de opgravingen in District C rondom de Jan Meijenstraat. Deze opgravingen gaven nieuw inzicht in het ontwerp en de constructie van de dwangburcht. Hij verrichtte intensief onderzoek naar Vredenburg en deed hiervoor ook veel archiefonderzoek, onder andere in Brussel en Lille. Met zijn onderzoek in de jaren 70 en 80 was hij een pionier in het beschrijven van de geschiedenis van Utrecht. Zijn werk is gepubliceerd in de Archeologische en Bouwhistorische Kroniek van de gemeente Utrecht.
Naast zijn werk als archeoloog verzorgde hij lezingen, rondleidingen en interviews. Tijdens het bezoek van de koninklijke familie op Koninginnedag 1998 aan Utrecht, gaf hij op televisie historische achtergrondinformatie.
In 2001 ging hij met pensioen, maar bij bleef actief onderzoek doen voor de stad Utrecht, zelfs nadat hij door een beroerte in 2015 halfverlamd was geraakt. Hij overleed op 2 juni 2020 op 81-jarige leeftijd, op de 898e verjaardag van de stadsrechten van Utrecht.